# Jaunbach
Der Jaunbach, auf Französisch La Jogne, ist ein Bach in den Kantonen Bern und Freiburg. Er ist ein knapp 23 km langer östlicher Zufluss des Greyerzersees.

## Name
Das Gewässer wird im Jahr 1397 (Youne) erstmals urkundlich erwähnt. Der Name leitet sich von gallisch *Jagon(i)a (urkeltisch *i̯egi- 'Eis') ab.

## Geographie

### Verlauf
Der Jaunbach entspringt unter der Bezeichnung Jäunli auf einer Höhe von 1697 m ü. M. im Jaungrund nahe der Alphütte Hinderi Schneit im Kanton Bern. Er durchfliesst anfangs nordostwärts sein Obertal und wendet sich dann nach dem Übertritt in den Kanton Freiburg nach links; dort steigt vom Jaunpass im Osten die Passstrasse ins Tal ab, das nun länger westwärts zieht.
Gegen Ende dieses Abschnitts durchläuft der Jaunbach bei Charmey auf 795 m den Lac de Montsalvens. Bald nachdem er den See wieder verlassen hat, wendet er sich für seinen letzten Kilometer nach rechts und mündet schliesslich an dessen Südende und nahe am Einfluss der bedeutenderen Saane auf einer Höhe von 674 m bei Broc in den Greyerzersee.
Das Tal des Jaunbachs (bis zum Lac de Montsalvens) befindet sich im Parc naturel régional Gruyère Pays-d’Enhaut.

### Zuflüsse
- Muttneregrabe (rechts), 0,3 km
- Zuckerspitzgraben (Mittleberggräbli) (links), 2,2 km, 2,74 km²
- Oertergraben[5] (rechts), 1,7 km, 1,14 km²
- Hindere Schwandgrabe (rechts), 0,9 km
- Hindere Baliguussegrabe (rechts), 0,8 km
- Tuffsgräbli (rechts), 0,8 km
- Vordere Baliguussegrabe  (rechts), 0,8 km
- Mattegräbli (links), 0,3 km
- Hüsligrabe (links), 1,3 km, 1,28 km²
- Schwandgrabe (rechts), 1,1 km
- Ledigrabe (links), 0,9 km
- Zimmergrabe (rechts), 2,0 km, 1,96 km²
- Seewligräbli (rechts), 0,3 km
- Büelsgrabe (links), 2,2 km
- Sandeleigräbli (rechts), 1,4 km
- Bruchgrabe (rechts), 1,6 km, 0,67 km²
- Niggigrabe (rechts), 1,1 km
- Bädergraben (Spitzenegggrabe) (rechts), 3,6 km, 4,99 km², 0,28 m³/s
- Schärersfangbach[5] (links), 0,4 km
- Stutzbach[5] (rechts), 0,8 km
- Leimerabach (Antismattebach) (rechts), 2,6 km, 2,32 km²
- Büelgraben[5] (rechts), 1,6 km
- Eggbach[5] (links), 0,9 km
- Fänglibach[5] (links)
- Oberbach (rechts), 3,5 km, 5,24 km², 0,29 m³/s
- Sattelbach (links), 3,6 km, 5,17 km², 0,29 m³/s
- Allmendbach (Dorfbach) (rechts), 1,7 km, 3,6 km², 0,19 m³/s
- Loosgraben (rechts), 0,8 km, 0,56 km²
- Leimgraben[5]  (rechts), 1,2 km, 3,33 km²
- Klein Montbach (links), 6,7 km, 12,27 km², 0,74 m³/s
- Ruisseau du Gros Mont (links), 9,3 km, 19,15 km², 1,04 m³/s
- Canal de la Fulateyre (links), 0,4 km
- Ruisseau de Coppet (rechts), 4,1 km, 3,92 km², 0,17 m³/s
- Le Javro (rechts), 10,0 km, 39,42 km², 1,8  m³/s
- Le Montélon (links), 9,1 km, 22,28 km², 1,2 m³/s
- Ruisseau de la Maladère (rechts), 1,6 km, 1,06 km²
- Ruisseau de la Gissetta (rechts), 0,2 km
- Ruisseau des Chevalets (rechts), 0,7 km
- Ruisseau des Râpes (rechts), 0,1 km

### Stauseen
Der Lac de Montsalvens und der Greyerzersee sind künstliche Stauseen der Freiburger Elektrizitätswerke.

## Hydrologie
An der Mündung des Jaunbachs in den Greyerzersee beträgt seine modellierte mittlere Abflussmenge (MQ) 9,15 m³/s, und sein Abflussregimetyp ist nival de transition.

## Brücken

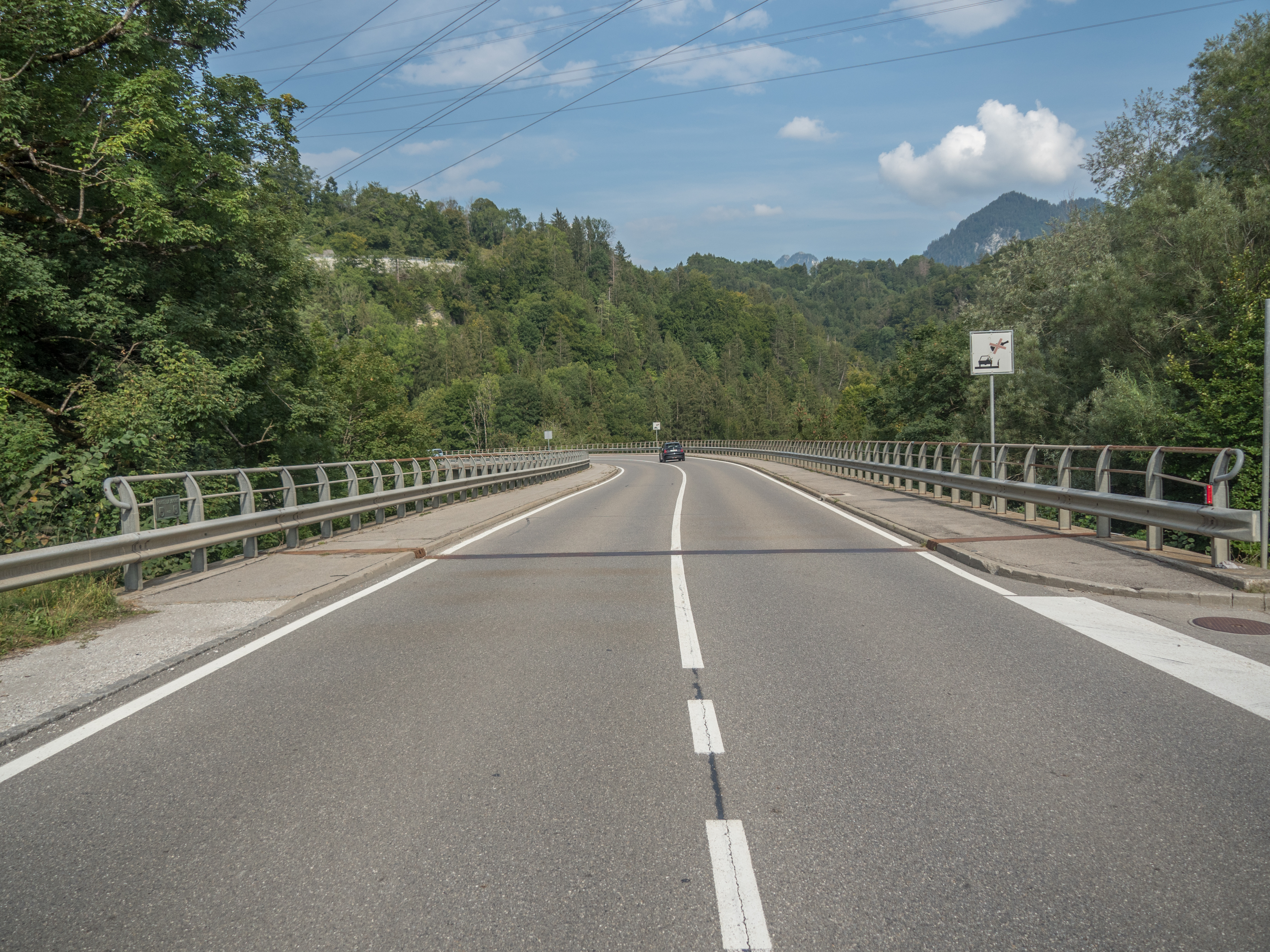
Die Pont sur la Jogne wurde 1971/72 erbaut. Die Brücke führt die Hauptstrasse 189 bei Broc über den Jaunbach.

46 Brücken überqueren den Bach: 17 Strassen-, 15 Feldweg-, 13 Fussgängerbrücken und eine Rohrleitungsbrücke.